# Горски-Долен-Трымбеш
Горски-Долен-Трымбеш (болг. Горски Долен Тръмбеш) — село в Болгарии. Находится в Великотырновской области, входит в общину Горна-Оряховица. Население составляет 366 человек (2022).

## Политическая ситуация
В местном кметстве Горски-Долен-Трымбеш, в состав которого входит Горски-Долен-Трымбеш, должность кмета (старосты) исполняет Маринчо Георгиев Маринов (коалиция в составе 4 партий: Демократы за сильную Болгарию (ДСБ), Демократическая партия (ДП), Национальное движение «Симеон Второй» (НДСВ), Радикально-демократическая партия) по результатам выборов.
Кмет (мэр) общины Горна-Оряховица — Йордан Стефанов Михтиев (Граждане за европейское развитие Болгарии (ГЕРБ)) по результатам выборов